# Leptodermis griffithii
Leptodermis griffithii är en måreväxtart som beskrevs av Joseph Dalton Hooker. Leptodermis griffithii ingår i släktet Leptodermis och familjen måreväxter.
Artens utbredningsområde är Assam (Indien). Inga underarter finns listade i Catalogue of Life.